# Finnische Basketballnationalmannschaft der Damen
Die finnische Basketballnationalmannschaft der Damen vertritt Finnland im internationalen Basketball und wird vom finnischen Basketballverband (finnisch Suomen Koripalloliitto ry) organisiert.
Die erste und erfolgreichste Teilnahme an einem großen internationalen Turnier war bei der Europameisterschaft 1952. Als Co-Gastgeber zusammen mit Belgien, Schweden und Litauen wird Finnland die Europameisterschaft 2027 ausrichten.

## Abschneiden bei internationalen Wettbewerben

### Olympische Spiele
| - keine |

### Weltmeisterschaften
| - keine |

### Europameisterschaften
| - 1952 – 11. Platz - 1956 – 11. Platz - 1980 – 12. Platz - 1981 – 12. Platz | - 1987 – 12. Platz |

## Kader
Eine Übersicht des Kaders findet sich beispielsweise in der englischsprachigen Fassung dieses Artikels oder auf dem Internetportal eurobasket.com (s. Abschnitt Weblinks).